# Аргиппеи
Аргиппе́и (др.-греч. Ἀργιππαῖοι) — народ, упоминаемый Геродотом в «Истории», проживавший у подножия высоких гор к западу от места расселения исседонов, к востоку от скифов. В различное время учёные помещали их близ Уральских, Кавказских, Алтайских или Карпатских гор.

После долгого перехода по этой каменистой области придёшь в страну, где у подножия высоких гор обитают люди. Как передают, все они, как мужчины, так и женщины, лысые от рождения, плосконосые и с широкими подбородками. Говорят они на особом языке, одеваются по‑скифски, а питаются древесными плодами. Имя дерева, плоды которого они употребляют в пищу, понтик. Величиной это дерево почти что со смоковницу, плод его похож на бобовый, но с косточкой внутри. Спелый плод выжимают через ткань, и из него вытекает чёрный сок под названием «асхи». Сок этот они лижут и пьют, смешивая с молоком. Из гущи асхи они приготовляют в пищу лепёшки. Скота у них немного, потому что пастбища там плохие. Каждый живёт под деревом. На зиму дерево всякий раз покрывают плотным белым войлоком, а летом оставляют без покрышки. Никто из людей их не обижает, так как они почитаются священными и у них даже нет боевого оружия. Они улаживают распри соседей, и если у них найдёт убежище какой-нибудь изгнанник, то его никто не смеет обидеть. Имя этого народа — аргиппеи.— История (Геродот)

## Интерпретации
Комментируя Геродота, Г. А. Стратоновский пишет: «Слово асхи (ачи) можно сравнить с древнетюркским ачуг (горький, кислый)» — и ссылается на башкирское блюдо ашха, о котором говорит С. Я. Лурье. По мнению И. М. Мизиева, поскольку у Геродота речь идёт о напитке, а не о кушанье, то это слово больше подходит к балкаро-карачаевскому напитку ацтхи (ачтхи), с учётом естественных трудностей для эллинов фонетически точно воспроизводить слова «варваров-номадов», это слово тождественно карач.-балк. ицхи (ичхи) «напиток». И. Забелин писал, что ашы — асхи — это сок вишен, и приводит мнение путешественника XVI века Павла Иовия об этом напитке. Ф. Г. Мищенко считает, что дерево «Понтик», из плодов которого аргиппеи делали асхи — это род черешни. Византийского посла Зимарха в 569—571 гг. алтайские тюрки и их правитель Дизибул угощали напитком «не из винограда, но похожего на виноградный сок».
Башкирский филолог Мирфатых Закиев считает, что аргиппеи проживали на Южном Урале и оказали влияние на формирование башкирского этноса.